# Comuna Ratîșci, Zboriv
Ratîșci (în ucraineană Ратищі) este o comună în raionul Zboriv, regiunea Ternopil, Ucraina, formată din satele Pișceane și Ratîșci (reședința).

## Demografie
Componența lingvistică a comunei Ratîșci
     Ucraineană (100%)
Conform recensământului din 2001, toată populația comunei Ratîșci era vorbitoare de ucraineană (100%).